# ラヴェンダー・リップス
「ラヴェンダー・リップス」（Lavender Lips）は、河合奈保子の22枚目のシングル。1985年10月3日に日本コロムビアよりリリースされた。EPの規格品番はAH-657。

## 概要
前作「デビュー〜Fly Me To Love」と同様に、作詞は売野雅勇、作曲は林哲司が手掛けた。
作曲を手掛けた林のデビュー50周年記念CD-BOX『Hayashi Tetsuji Song File』にはこの曲が収録された。

## 収録曲
- 両楽曲共に、作詞：売野雅勇／作曲：林哲司

1. ラヴェンダー・リップス
編曲：萩田光雄
2. I'm in Love
編曲：鷺巣詩郎